# Île de la Révolution-d'Octobre
L'île de la Révolution-d'Octobre, en russe Oстров Октябрьской Революции, Ostrov Oktyabrskoy Revolyutsii, est une île de Russie située en mer de Kara. Elle est la plus grande île de la terre du Nord.